# Marc Camoletti (architecte)
Pour les articles homonymes, voir Marc Camoletti et Camoletti.
Marc Camoletti, né à Cartigny le 12 août 1857 - mort à Genève le 13 décembre 1940, est un architecte suisse.

## Famille
Issus d'une famille originaire de Novare installée dès la fin du XVIIIe siècle, à Genève, il fait partie d'une dynastie d'architectes :
- John Camoletti (23 mai 1848-31 juillet 1897) frère de Marc
- Jean Léon Camoletti (7 décembre 1891-20 mars 1972), fils de Marc
- Bruno Camoletti (né en 1933), fils de Jean Léon
- Pierre Camoletti (né en 1936), fils de Jean Léon

## Biographie
- Études à l'École des beaux-arts de Paris
- Employé dans l'atelier de Jules-Louis André
- 1884-1894 Associé de son frère John
- dès 1895 Membre de la Société suisse des ingénieurs et des architectes (SIA) et de la loge maçonnique "L'Union des Cœurs"[2]
- 1922 Membre fondateur de l'ASA[3], président de 1922 à 1925[4]

## Principales réalisations
- 1894 Immeuble Schaeffer au 43, quai Wilson
- 1901-1902 École des Cropettes au 8, rue Baulacre
- 1903-1910 Musée d'art et d'histoire de Genève
- 1905-1910 Bureau de poste de la Rue du Stand a Genève
- 1908 La villa Gardiol au Grand-Saconnex